# BeleniX
BeleniX es una distribución *NIX que ha sido creada a partir del código base de OpenSolaris y lanzada bajo licencia CDDL. Desde la versión 0.7 pueda ser instalado en el disco duro del computador. BeleniX es desarrollado en el India Engineering Centre de Sun Microsystems en Bangalore. El nombre es una referencia al dios celta Belenus, de allí el logo similar a un sol.
La última versión de BeleniX es la 0.7 y fue lanzada el 15 de abril de 2008. Desde la versión 0.5.1, está disponible como DVD desde el 5 de febrero de 2007. .También puede utilizarse desde un dispositivo Flash USB.